# Liste des genres d'Arecaceae
Article principal : Arecaceae
Classification :  Classification des Arecacées

## SelonKew Garden Vascular Plant Families and Genera(19 avr. 2010)[1]
| - Acanthophoenix H.Wendl. - Acoelorraphe H.Wendl. - Acrocomia Mart. - Actinokentia Dammer - Actinorhytis H.Wendl. & Drude - Adonidia Becc. - Aiphanes Willd. - Allagoptera Nees - Alloschmidia H.E.Moore - Alsmithia H.E.Moore - Ammandra O.F.Cook - Aphandra Barfod - Archontophoenix H.Wendl. & Drude - Areca L. - Arenga Labill. - Asterogyne H.Wendl. - Astrocaryum G.Mey. - Attalea Kunth - Bactris Jacq. - Balaka Becc. - Barcella (Trail) Trail ex Drude - Basselinia Vieill. - Beccariophoenix Jum. & H.Perrier - Bentinckia Berry ex Roxb. - Bismarckia Hildebrandt & H.Wendl. - Borassodendron Becc. - Borassus L. - Brahea Mart. ex Endl. - Brassiophoenix Burret - Brongniartikentia Becc. - Burretiokentia Pic.Serm. - Butia (Becc.) Becc. - Calamus L. - Calospatha Becc. - Calyptrocalyx Blume - Calyptrogyne H.Wendl. - Calyptronoma Griseb. - Campecarpus H.Wendl. ex Becc. - Carpentaria Becc. - Carpoxylon H.Wendl. & Drude - Caryota L. - Ceratolobus Blume - Ceroxylon Bonpl. ex DC. - Chamaedorea Willd. - Chamaerops L. - Chambeyronia Vieill. - Chelyocarpus Dammer - Chuniophoenix Burret - Clinosperma Becc. - Clinostigma H.Wendl. - Coccothrinax Sarg. - Cocos L. - Colpothrinax Griseb. & H.Wendl. - Copernicia Mart. ex Endl. - Corypha L. - Cryosophila Blume - Cyphokentia Brongn. - Cyphophoenix H.Wendl. ex Hook.f. - Cyphosperma H.Wendl. ex Hook.f. - Cyrtostachys Blume - Daemonorops Blume - Deckenia H.Wendl. ex Seem. - Desmoncus Mart. - Dictyocaryum H.Wendl. - Dictyosperma H.Wendl. & Drude - Dransfieldia W.J.Baker & Zona - Drymophloeus Zipp. - Dypsis Noronha ex Mart. | - Elaeis Jacq. - Eleiodoxa (Becc.) Burret - Eremospatha (G.Mann & H.Wendl.) H.Wendl. - Eugeissona Griff. - Euterpe Mart. - Gastrococos Morales - Gaussia H.Wendl. - Geonoma Willd. - Guihaia J.Dransf., S.K.Lee & F.N.Wei - Hedyscepe H.Wendl. & Drude - Hemithrinax Hook - Heterospathe Scheff. - Howea Becc. - Hydriastele H.Wendl. & Drude - Hyophorbe Gaertn. - Hyospathe Mart. - Hyphaene Gaertn. - Iguanura Blume - Iriartea Ruiz & Pav. - Iriartella H.Wendl. - Itaya H.E.Moore - Johannesteijsmannia H.E.Moore - Juania Drude - Jubaea Kunth - Jubaeopsis Becc. - Kentiopsis Brongn. - Kerriodoxa J.Dransf. - Korthalsia Blume - Laccospadix Drude & H.Wendl. - Laccosperma (G.Mann & H.Wendl.) Drude - Latania Comm. ex Juss. - Lavoixia H.E.Moore - Lemurophoenix J.Dransf. - Leopoldinia Mart. - Lepidocaryum Mart. - Lepidorrhachis (H.Wendl. & Drude) O.F.Cook - Licuala Thunb. - Linospadix H.Wendl. - Livistona R.Br. - Lodoicea Comm. ex DC. - Loxococcus H.Wendl. & Drude - Lytocaryum Toledo - Manicaria Gaertn. - Marojejya Humbert - Masoala Jum. - Mauritia L.f. - Mauritiella Burret - Maxburretia Furtado - Medemia Wurttemb. ex H.Wendl. - Metroxylon Rottb. - Moratia H.E.Moore - Myrialepis Becc. - Nannorrhops H.Wendl. - Nenga H.Wendl. & Drude - Neonicholsonia Dammer - Neoveitchia Becc. - Nephrosperma Balf.f. - Normanbya F.Muell. ex Becc. - Nypa Steck - Oenocarpus Mart. - Oncocalamus (G.Mann & H.Wendl.) Hook.f. - Oncosperma Blume - Orania Zipp. - Oraniopsis J.Dransf., A.K.Irvine & N.W.Uhl | - Parajubaea Burret - Pelagodoxa Becc. - Phoenicophorium H.Wendl. - Phoenix L. - Pholidocarpus Blume - Pholidostachys H.Wendl. ex Hook.f. - Physokentia Becc. - Phytelephas Ruiz & Pav. - Pigafetta (Blume) Becc. - Pinanga Blume - Plectocomia Mart. ex Blume - Plectocomiopsis Becc. - Podococcus G.Mann & H.Wendl. - Pogonotium J.Dransf. - Polyandrococos Barb.Rodr. - Ponapea Becc. - Prestoea Hook.f. - Pritchardia Seem. & H.Wendl. - Pritchardiopsis Becc. - Pseudophoenix H.Wendl. ex Sarg. - Ptychococcus Becc. - Ptychosperma Labill. - Raphia P.Beauv. - Ravenea C.D.Bouche - Reinhardtia Liebm. - Retispatha J.Dransf. - Rhapidophyllum H.Wendl. & Drude - Rhapis L.f. ex Aiton - Rhopaloblaste Scheff. - Rhopalostylis H.Wendl. & Drude - Roscheria H.Wendl. ex Balf.f. - Roystonea O.F.Cook - Sabal Adans. - Salacca Reinw. - Satakentia H.E.Moore - Satranala J.Dransf. & Beentje - Schippia Burret - Sclerosperma G.Mann & H.Wendl. - Serenoa Hook.f. - Socratea H.Karst. - Solfia Rech. - Sommieria Becc. - Syagrus Mart. - Synechanthus H.Wendl. - Tahina J.Dransf. & Rakotoarinivo - Tectiphiala H.E.Moore - Thrinax Sw. - Trachycarpus H.Wendl. - Trithrinax Mart. - Veillonia H.E.Moore - Veitchia H.Wendl. - Verschaffeltia H.Wendl. - Voanioala J.Dransf. - Wallichia Roxb. - Washingtonia H.Wendl. - Welfia H.Wendl. - Wendlandiella Dammer - Wettinia Poepp. - Wodyetia Irvine - Zombia L.H.Bailey |

## SelonWCSP.World Checklist of Selected Plant Families. Facilitated by the Royal Botanic Gardens, Kew. Published on the Internet;http://wcsp.science.kew.org/(19 avr. 2010)[2]
| - genre Acanthophoenix H.Wendl. (1866) - genre Acoelorraphe H.Wendl. (1879) - genre Acrocomia Mart. (1824) - genre Actinokentia Dammer (1906) - genre Actinorhytis H.Wendl. & Drude (1875) - genre Adonidia Becc. (1919) - genre Aiphanes Willd. (1806) - genre Allagoptera Nees (1821) - genre Ammandra O.F.Cook (1927) - genre Aphandra Barfod (1991) - genre Archontophoenix H.Wendl. & Drude (1875) - genre Areca L. (1753) - genre Arenga Labill. ex DC. (1800) - genre Asterogyne H.Wendl. ex Hook.f. (1883) - genre Astrocaryum G.Mey. (1818) - genre Attalea Kunth (1816) - genre Bactris Jacq. ex Scop. (1777) - genre Balaka Becc. (1885) - genre Barcella (Trail) Drude (1881) - genre Basselinia Vieill. (1872 publ. 1873) - genre Beccariophoenix Jum. & H.Perrier (1915) - genre Bentinckia Berry ex Roxb., Fl. Ind. ed. 1832 (1832) - genre Bismarckia Hildebr. & H.Wendl. (1881) - genre Borassodendron Becc. (1914) - genre Borassus L. (1753) - genre Brahea Mart. (1838) - genre Brassiophoenix Burret (1935) - genre Burretiokentia Pic.Serm. (1955) - genre Butia (Becc.) Becc. (1916) - genre Calamus L. (1753) - genre Calyptrocalyx Blume (1843) - genre Calyptrogyne H.Wendl. (1859) - genre Calyptronoma Griseb. (1864) - genre Carpentaria Becc. (1885) - genre Carpoxylon H.Wendl. & Drude (1875) - genre Caryota L. (1753) - genre Ceratolobus Blume ex Schult. & Schult.f. (1830) - genre Ceroxylon Bonpl. ex DC. (1804) - genre Chamaedorea Willd. (1806) - genre Chamaerops L. (1753) - genre Chambeyronia Vieill. (1872 publ. 1873) - genre Chelyocarpus Dammer (1920) - genre Chuniophoenix Burret (1937) - genre Clinosperma Becc. (1920) - genre Clinostigma H.Wendl. (1862) - genre Coccothrinax Sarg. (1899) - genre Cocos L. (1753) - genre Colpothrinax Griseb. & H.Wendl. (1879) - genre Copernicia Mart. ex Endl. (1837) - genre Corypha L. (1753) - genre Cryosophila Blume (1838) - genre Cyphokentia Brongn. (1873) - genre Cyphophoenix H.Wendl. ex Hook.f. (1883) - genre Cyphosperma H.Wendl. ex Hook.f. (1883) - genre Cyrtostachys Blume (1838) | - genre Daemonorops Blume (1830) - genre Deckenia H.Wendl. ex Seem. (1870) - genre Desmoncus Mart. (1824) - genre Dictyocaryum H.Wendl. (1860) - genre Dictyosperma H.Wendl. & Drude (1875) - genre Dransfieldia W.J.Baker & Zona (2006) - genre Drymophloeus Zipp. (1829) - genre Dypsis Noronha ex Mart. (1838) - genre Elaeis Jacq. (1763) - genre Eleiodoxa (Becc.) Burret (1942) - genre Eremospatha (G.Mann & H.Wendl.) H.Wendl. (1878) - genre Eugeissona Griff. (1845) - genre Euterpe Mart. (1823) - genre Gaussia H.Wendl. (1865) - genre Geonoma Willd. (1805) - genre Guihaia J.Dransf., S.K.Lee & F.N.Wei (1985) - genre Hedyscepe H.Wendl. & Drude (1875) - genre Hemithrinax Hook.f. (1883) - genre Heterospathe Scheff. (1876) - genre Howea Becc. (1877) - genre Hydriastele H.Wendl. & Drude (1875) - genre Hyophorbe Gaertn. (1791) - genre Hyospathe Mart. (1823) - genre Hyphaene Gaertn. (1790) - genre Iguanura Blume (1838) - genre Iriartea Ruiz & Pav. (1794) - genre Iriartella H.Wendl. (1860) - genre Itaya H.E.Moore (1972) - genre Johannesteijsmannia H.E.Moore (1961) - genre Juania Drude (1878) - genre Jubaea Kunth (1816) - genre Jubaeopsis Becc. (1913) - genre Kentiopsis Brongn. (1873) - genre Kerriodoxa J.Dransf. (1983) - genre Korthalsia Blume (1843) - genre Laccospadix H.Wendl. & Drude (1875) - genre Laccosperma Drude (1877) - genre Latania Comm. ex Juss. (1789) - genre Lemurophoenix J.Dransf. (1991) - genre Leopoldinia Mart. (1824) - genre Lepidocaryum Mart. (1824) - genre Lepidorrhachis (H.Wendl. & Drude) O.F.Cook (1927) - genre Leucothrinax C.Lewis & Zona (2008) - genre Licuala Wurmb (1780) - genre Linospadix H.Wendl. (1875) - genre Livistona R.Br. (1810) - genre Lodoicea Comm. ex DC. (1800) - genre Loxococcus H.Wendl. & Drude (1875) - genre Lytocaryum Toledo, Arq. Bot. Estado São Paulo, n.s., f.m. (1944) | - genre Manicaria Gaertn. (1791) - genre Marojejya Humbert, Mém. Inst. Sci. Madagascar, Sér. B (1955) - genre Masoala Jum. (1933) - genre Mauritia L.f. (1782) - genre Mauritiella Burret (1935) - genre Maxburretia Furtado (1941) - genre Medemia Wurttenb. ex H.Wendl. (1881) - genre Metroxylon Rottb. (1783) - genre Myrialepis Becc. (1893) - genre Nannorrhops H.Wendl. (1879) - genre Nenga H.Wendl. & Drude (1875) - genre Neonicholsonia Dammer (1901) - genre Neoveitchia Becc. (1920) - genre Nephrosperma Balf.f. (1877) - genre Normanbya F.Muell. ex Becc. (1885) - genre Nypa Steck (1757) - genre Oenocarpus Mart. (1823) - genre Oncocalamus (G.Mann & H.Wendl.) H.Wendl. (1878) - genre Oncosperma Blume (1843) - genre Orania Zipp. (1829) - genre Oraniopsis (Becc.) J.Dransf., A.K.Irvine & N.W.Uhl (1985) - genre Parajubaea Burret (1930) - genre Pelagodoxa Becc., Rev. Hort., n.s. (1917) - genre Phoenicophorium H.Wendl. (1865) - genre Phoenix L. (1753) - genre Pholidocarpus Blume (1830) - genre Pholidostachys H.Wendl. ex Hook.f. (1883) - genre Physokentia Becc., Atti Soc. Tosc. Sci. Nat. Pisa (1934) - genre Phytelephas Ruiz & Pav. (1798) - genre Pigafetta (Blume) Becc. (1877) - genre Pinanga Blume (1839) - genre Plectocomia Mart. & Blume (1830) - genre Plectocomiopsis Becc. (1893) - genre Podococcus G.Mann & H.Wendl. (1864) - genre Pogonotium J.Dransf. (1980) - genre Ponapea Becc. (1924) - genre Prestoea Hook.f. (1883) - genre Pritchardia Seem. & H.Wendl. (1862) |

## SelonNCBI(27 mai 2010)[3]
| - sous-famille des Arecoideae - tribu des Areceae - sous-tribu des Archontophoenicinae - genre Actinokentia - genre Actinorhytis - genre Archontophoenix - genre Chambeyronia - genre Kentiopsis - sous-tribu des Arecinae - genre Areca - genre Nenga - genre Pinanga - sous-tribu des Basseliniinae - genre Alloschmidia - genre Basselinia - genre Burretiokentia - genre Campecarpus - genre Cyphophoenix - genre Cyphosperma - genre Physokentia - genre Veillonia - sous-tribu des Carpoxylinae - genre Carpoxylon - genre Neoveitchia - genre Satakentia - sous-tribu des Clinospermatinae - genre Brongniartikentia - genre Clinosperma - genre Cyphokentia - genre Lavoixia - genre Moratia - sous-tribu des Dypsidinae - genre Dypsis - genre Lemurophoenix - genre Marojejya - genre Masoala - sous-tribu des Linospadicinae - genre Calyptrocalyx - genre Howea - genre Laccospadix - genre Linospadix - sous-tribu des Oncospermatinae - genre Acanthophoenix - genre Deckenia - genre Oncosperma - genre Tectiphiala - sous-tribu des Ptychospermatinae - genre Adonidia - genre Balaka - genre Brassiophoenix - genre Carpentaria - genre Drymophloeus - genre Normanbya - genre Ponapea - genre Ptychococcus - genre Ptychosperma - genre Solfia - genre Veitchia - genre Wodyetia - sous-tribu des Rhopalostylidinae - genre Hedyscepe - genre Rhopalostylis - sous-tribu des Verschaffeltiinae - genre Nephrosperma - genre Phoenicophorium - genre Roscheria - genre Verschaffeltia - Areceae incertae sedis - genre Bentinckia - genre Clinostigma - genre Cyrtostachys - genre Dictyosperma - genre Dransfieldia - genre Heterospathe - genre Hydriastele - genre Iguanura - genre Lepidorrhachis - genre Loxococcus - genre Rhopaloblaste - tribu des Chamaedoreeae - genre Chamaedorea - genre Gaussia - genre Hyophorbe - genre Synechanthus - genre Wendlandiella | - - tribu des Cocoseae - sous-tribu des Attaleinae - genre Allagoptera - genre Attalea - genre Beccariophoenix - genre Butia - genre Cocos - genre Jubaea - genre Jubaeopsis - genre Lytocaryum - genre Orbignya - genre Parajubaea - genre Polyandrococos - genre Syagrus - genre Voanioala - sous-tribu des Bactridinae - genre Acrocomia - genre Aiphanes - genre Astrocaryum - genre Bactris - genre Desmoncus - genre Gastrococos - sous-tribu des Elaeidinae - genre Barcella - genre Elaeis - tribu des Euterpeae - genre Euterpe - genre Hyospathe - genre Neonicholsonia - genre Oenocarpus - genre Prestoea - tribu des Geonomateae - genre Asterogyne - genre Calyptrogyne - genre Calyptronoma - genre Geonoma - genre Pholidostachys - genre Welfia - tribu des Iriarteeae - genre Dictyocaryum - genre Iriartea - genre Iriartella - genre Socratea - genre Wettinia - tribu des Leopoldinieae - genre Leopoldinia - tribu des Manicarieae - genre Manicaria - tribu des Oranieae - genre Orania - tribu des Pelagodoxeae - genre Pelagodoxa - genre Sommieria - tribu des Podococceae - genre Podococcus - tribu des Reinhardtieae - genre Reinhardtia - tribu des Roystoneeae - genre Roystonea - tribu des Sclerospermeae - genre Sclerosperma - sous-famille des Calamoideae - tribu des Calameae - sous-tribu des Calaminae - genre Calamus - genre Calospatha - genre Ceratolobus - genre Daemonorops - genre Pogonotium - genre Retispatha - sous-tribu des Korthalsiinae - genre Korthalsia - sous-tribu des Metroxylinae - genre Metroxylon - sous-tribu des Pigafettinae - genre Pigafetta - sous-tribu des Plectocomiinae - genre Myrialepis - genre Plectocomia - genre Plectocomiopsis - sous-tribu des Salaccinae - genre Eleiodoxa - genre Salacca | - - tribu des Eugeissoneae - sous-tribu des Eugeissoninae - genre Eugeissona - tribu des Lepidocaryeae - sous-tribu des Ancistrophyllinae - genre Eremospatha - genre Laccosperma - genre Oncocalamus - sous-tribu des Mauritiinae - genre Lepidocaryum - genre Mauritia - genre Mauritiella - sous-tribu des Raphiinae - genre Raphia - sous-famille des Ceroxyloideae - tribu des Ceroxyleae - genre Ceroxylon - genre Juania - genre Oraniopsis - genre Ravenea - tribu des Cyclospatheae - genre Pseudophoenix - tribu des Phytelepheae - genre Ammandra - genre Aphandra - genre Phytelephas - sous-famille des Coryphoideae - tribu des Borasseae - sous-tribu des Hyphaeninae - genre Bismarckia - genre Hyphaene - genre Medemia - genre Satranala - sous-tribu des Lataniinae - genre Borassodendron - genre Borassus - genre Latania - genre Lodoicea - tribu des Caryoteae - genre Arenga - genre Caryota - genre Wallichia - tribu des Chuniophoeniceae - genre Chuniophoenix - genre Kerriodoxa - genre Nannorrhops - genre Tahina - tribu des Corypheae - genre Corypha - tribu des Cryosophileae - genre Chelyocarpus - genre Coccothrinax - genre Cryosophila - genre Hemithrinax - genre Itaya - genre Schippia - genre Thrinax - genre Trithrinax - genre Zombia - tribu des Livistoneae - sous-tribu des Livistoninae - genre Johannesteijsmannia - genre Licuala - genre Livistona - genre Pholidocarpus - genre Pritchardiopsis - sous-tribu des Rhapidineae - genre Chamaerops - genre Guihaia - genre Maxburretia - genre Rhapidophyllum - genre Rhapis - genre Trachycarpus - Livistoneae incertae sedis - genre Acoelorraphe - genre Brahea - genre Colpothrinax - genre Copernicia - genre Pritchardia - genre Serenoa - genre Washingtonia - tribu des Phoeniceae - genre Phoenix - tribu des Sabaleae - genre Sabal - sous-famille des Nypoideae - genre Nypa |

## SelonIntegrated Taxonomic Information System(ITIS), www.itis.gov, CC0https://doi.org/10.5066/F7KH0KBK(27 mai 2010)[4]
| - genre Acoelorraphe H. Wendl. - genre Acrocomia Mart. - genre Acromia - genre Aiphanes Willd. - genre Allogoptera C. G. Nees - genre Archontophoenix H. Wendl. & Drude - genre Areca L. - genre Arecastrum (Drude) Becc. - genre Arenga Labill. - genre Attalea Kunth - genre Bactris Jacq. ex Scop. - genre Borassus L. - genre Calamus L. - genre Calyptronoma Griseb. - genre Caryota L. - genre Ceroxylon Bonpl. ex DC. - genre Chamaedorea Willd. - genre Chamaerops L. - genre Chrysalidocarpus H. A. Wendl. - genre Coccothrinax Sarg. - genre Cocos L. - genre Copernicia C. Martius ex Endl. | - genre Dypsis Noronha ex Mart. - genre Elaeis Jacq. - genre Eremospatha (G. Mann & H. A. Wendl.) G. Mann & H. A. Wendl. - genre Eugeissona Griffith - genre Euterpe C. Martius - genre Gaussia - genre Gaussia H. Wendl. - genre Howeia Becc. - genre Hyphaene Gaertner - genre Inodes - genre Jubaea Kunth - genre Leopoldinia C. Martius - genre Livistona R. Br. - genre Lodoicea Comm. ex Labill. - genre Mauritia L. f. - genre Metroxylon Rottb. - genre Nypa Steck - genre Orbignya C. Martius ex Endl. | - genre Phoenix L. - genre Phytelephas Ruiz & Pavon - genre Pinanga Blume - genre Prestoea Hook. f. - genre Pritchardia Seem. & H. Wendl. - genre Pseudophoenix H. Wendl. ex Sarg. - genre Ptychosperma Labill. - genre Raphia P. Beauv. - genre Rhapidophyllum H. Wendl. & Drude ex Drude - genre Roystonea O.F. Cook - genre Sabal Adans. - genre Salacca Reinw. - genre Serenoa Hook. f. - genre Syagrus C. Martius - genre Thrinax Sw. - genre Washingtonia H. Wendl. |

## voir aussi
- Classification des Arecaceae